# Israelischer antisemitischer Karikaturen-Wettbewerb
Der Israelische Wettbewerb antisemitischer Karikaturen (hebräisch תַּחֲרוּת קָרִיקָטוּרוֹת אַנְטִישֶׁמִיּוֹת יִשְׂרְאֵלִית Tacharūt Qarīqaṭūrōt Anṭīschemijjōt Jisrəʾelīt) wurde von zwei israelischen Künstlern als satirische Antwort auf den Internationalen Holocaust-Karikaturen-Wettbewerb der staatlichen iranischen Zeitschrift Hamshahri veranstaltet.
Der Karikaturist Amitai Sandy und der Autor Eyal Zusman kündigten den Wettbewerb auf der Website von Sandys in Tel Aviv ansässigen Grafikbüros am 14. Februar 2006 an:

“We'll show the world we can do the best, sharpest, most offensive Jew hating cartoons ever published! (Zusman) No Iranian will beat us on our home turf! (Sandy)”

„Wir werden der Welt zeigen, dass wir die besten, giftigsten, niederträchtigsten judenfeindlichen Karikaturen, die je veröffentlicht wurden, schaffen können! (Zusman) Kein Iraner wird uns in diesem Heimspiel schlagen können! (Sandy)“

Als Gewinn wurden sowohl Geldpreise als auch „unser großartiges Mazzen-Brot, gebacken mit dem Blut christlicher Kinder“ angekündigt. In der Jury des Wettbewerbs saß unter anderem Art Spiegelman (Maus), langjähriger Karikaturist für den New Yorker.
Die Jerusalem Post berichtete, Sandy wollte auf humorvolle Weise Bigotterie herausfordern. Laut Sandy war die Intention des Wettbewerbs, „das Feuer mit Humor zu bekämpfen“. Der Wettbewerb sei eine „Demonstration der Stärke und Selbstsicherheit. Bevor andere ihre Finger auf uns richten, werden wir es selbst tun – und witziger. Wir sind koschere Antisemiten.“ Gemäß der Zeitung Haʾaretz wurde Sandy innerhalb von drei Tagen nach Ankündigung des Wettbewerbs von mehr als dreißig Tageszeitungen, zwei Fernsehkanälen und einem US-amerikanischen Radioprogramm, das über 450 lokale Stationen hat, interviewt.
Am 6. April wurde der Gewinner des Wettbewerbs auf der Website des Wettbewerbs bekanntgegeben: Fiddler on the Roof von Aron Katz aus Los Angeles, Kalifornien. Die Karikatur stellte die bekannte Figur des Fiedlers auf dem Dach des Musicals Anatevka dar, wie er während der Terroranschläge am 11. September 2001 auf der Brooklyn Bridge sitzt.
In den eingesandten Karikaturen wurden bekannte antisemitische Stereotype wie die jüdische Weltherrschaft, der Mythos, Juden hätten Hörner, Ritualmordlegenden sowie der Holocaust und Holocaustleugnung behandelt.